# 中村久仁子
中村　久仁子（なかむら くにこ、1945年2月27日 - 2015年6月21日 ）は、日本の画家。サークルラバー社長。第一美術協会会員。社員に知的障害者や学校退学者など、社会からドロップアウトした若者を積極的に受け入れ、会社を業界シェア1位に押し上げた。50歳でリタイヤし、画廊、喫茶ギャラリーヴィンチを経営し、絵画仲間の会欅の会主宰。慢性白血病により死去。

## 経歴
- 1945年 群馬県太田市に誕生
- 1965年 東京家政学院短期大学卒業
- 1965年 桐生市立栄養給食研究所勤務
- 1966年 中富工業勤務
- 1974年 東京銀座「はまのや」にて個展
- 1975年 第一美術協会会員となる。
- 1975年 株式会社サークルラバー就職
- 1977年 株式会社サークルラバー社長就任
- 1990年 画廊・アトリエ「ぎゃらりーヴィンチ」開設
- 1997年 画集「KUNIKO NAKAMURA 1997」出版
- 2007年 画文集「遊画」出版

## 参考資料
遊画 中村久仁子画文集/求龍堂、2007